# Cresta neurale

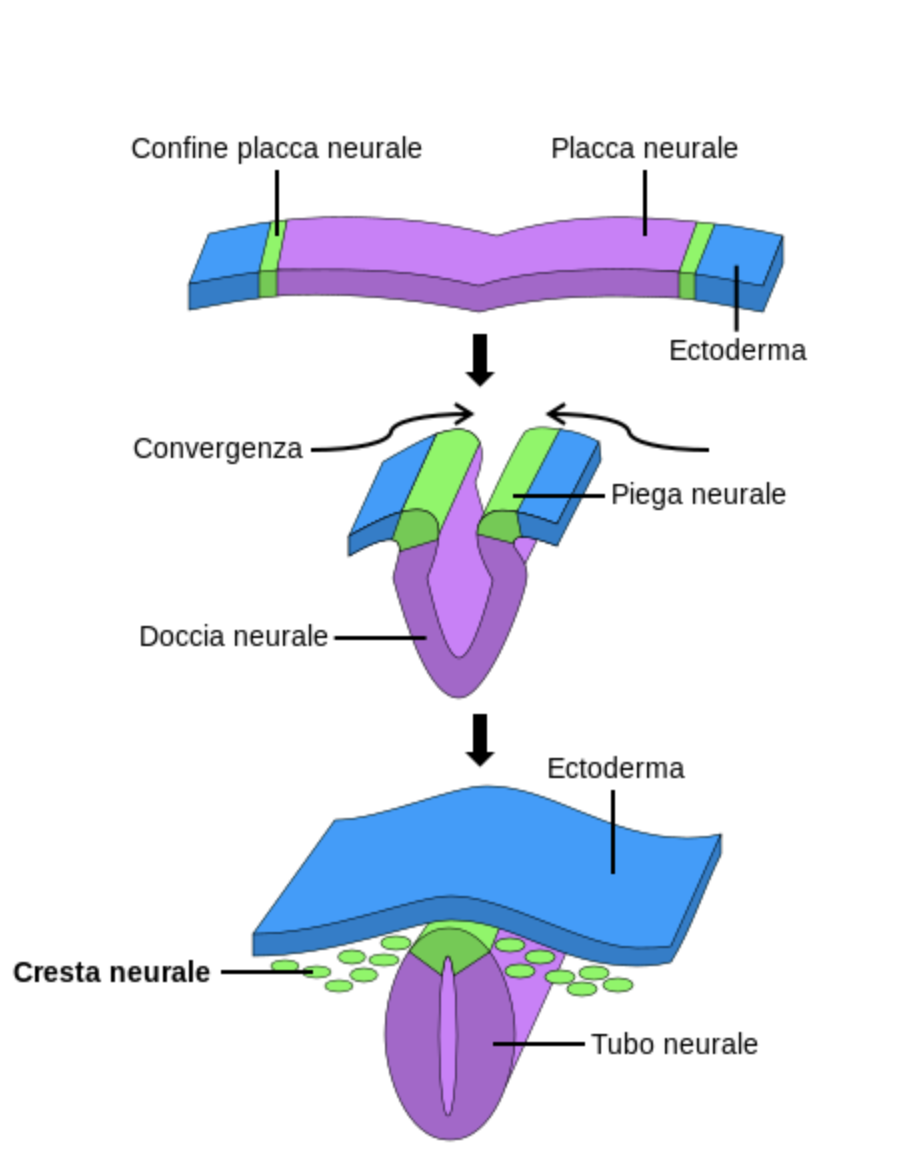
Formazione della cresta neurale durante la neurulazione

 La cresta neurale è un gruppo di cellule che nell'uomo si differenzia durante la terza settimana dello sviluppo embrionale. Queste cellule si staccano dall'ectoderma e dal tubo neurale (lateralmente e posteriormente) quando questo si chiude. Questo gruppo viene anche considerato come il quarto foglietto embrionale. Le cellule migrano lungo il tubo neurale e di seguito lungo i somiti per differenziarsi in diversi tipi di cellule che danno luogo a strutture del sistema nervoso periferico, alle leptomeningi, i melanociti della cute, le cellule cromaffini dei paragangli e della midollare del surrene. Contribuiscono anche ai denti e alle ossa e la cartilagine del orecchio e della faringe.

## Formazione
Alla fine della gastrulazione e all'inizio della neurulazione, si forma dorsalmente la doccia neurale con a ciascun lato un bordo lungo il confine tra la placca neurale e l'ectoderma che darà luogo alla cresta neurale. Questi bordi, anche chiamati 'pieghe neurali' (neural folds), si congiungono per formare il tubo neurale. In questo modo anche la cresta neurale viene a trovarsi tra il tubo neurale e l'ectoderma. I gruppi di cellule che migrano da questo punto e che si diffondono per l'embrione sono multipotenti. Prima di migrare, le cellule della cresta neurale subiscono una trasformazione da ectodermali a mesenchimali. Di conseguenza possiedono un profilo ecto-mesodermico e possono contribuire a una varietà di tessuti e organi. Si differenziano oltre a quanto già nominato nell'introduzione anche in muscolo liscio dell'apparato circolatorio.

## Storia di studi
Le cellule della cresta neurale sono da lungo tempo diventate oggetto di studio della migrazione cellulare. Le prime osservazioni della cresta neurale venivano fatte sull'embrione del pollo nel 1868 da Wilhelm His. Egli vide che le pieghe neurali sono la fonte di cellule in migrazione che finiscono lungo il tubo neurale dove fanno parte dei gangli dorsali. Negli anni seguenti la ricerca fu continuato soprattutto studiando gli embrioni di anfibi. Un avvenimento importante fu lo sviluppo di coloranti e marcatori per i preparati in modo da potere fare differenza tra le linee cellulari e essere in grado di seguire precisamente lo sviluppo dell'embrione.

## Evoluzione
Sono state trovate creste neurali nei primi cordati ed alcune proprietà speciali delle cellule della cresta neurale hanno probabilmente la loro origine oltre i più antichi cordati fino alla primordiale storia dei bilateri. Visto che molte delle caratteristiche morfologiche e fisiologiche e i cambiamenti nel comportamento dei vertebrati hanno origine dallo sviluppo delle cellule della cresta neurale, l'evoluzione di questa popolazione di cellule viene considerato una pietra miliare nel primo sviluppo dei vertebrati. Lo stile di vita filtrante dei cefalocordati cambiava: i primi cordati avevano una vista migliore e potevano cacciare. Lo scheletro della testa e della mascella dei pesci per esempio deriva dalle cellule della cresta neurale. Questo sviluppo evolutivo ha cambiato i vertebrati di allora in predatori.